# Змієлов
«Змієлов» (рос. «Змеелов») — радянський художній фільм 1985 року, кримінальна драма режисера Вадима Дербеньова за однойменним романом Лазаря Кареліна, знята на кіностудії «Мосфільм».
За підсумками опитування журналу «Радянський екран», виконавець головної ролі — Олександр Михайлов — визнаний кращим кіноактором 1985 року.

## Сюжет
Колишній директор великого гастроному Павло Сергійович Шорохов, повернувшись із тюрми і не отримавши очікуваного прийому у дружини, яка заборонила йому побачення з сином, тимчасово поселяється у Котова, власника списків учасників системи пересування неврахованих товарів. Котов, що знаходиться при смерті, передає Шорохову ці списки і тим самим ставить його під загрозу з боку колишніх спільників. Так у Шорохова в руках опиняється зошит з зашифрованими записами нелегальних товарних операцій в торговельній мережі столиці.
Кілька років, проведених у колонії, і робота змієловом перетворили Шорохова в чесну людину, загартувавши його характер, і до того цілком самостійний у прийнятті рішень. І зараз, потрапивши в звичне оточення (яке тут же дало йому, «по старій пам'яті», «теплу місцину»), він уже став нетерпимим до проявів кумівства у навколишній радянській торгівлі, що перетворилася на своєрідний бомонд.
Попри погрози і залякування колишніх колег, після дешифрування цих записів він несе їх в прокуратуру. Зробивши важкий моральний вибір, Шорохов гине від удару ножем у бійці з підісланими вбивцями.

## У ролях
| Актор                  | Роль                             |
| ---------------------- | -------------------------------- |
| Олександр Михайлов     | Павло Сергійович Шорохов         |
| Наталія Бєлохвостікова | Олена                            |
| Леонід Марков          | Петро Котов                      |
| Донатас Баніоніс       | Борис Дмитрович (Митрич-Колобок) |
| Любов Поліщук          | Віра                             |
| Світлана Крючкова      | Зіна                             |
| Галина Польських       | Ніна                             |
| Леонід Куравльов       | Костянтин                        |
| Валентина Титова       | Тамара                           |
| Віктор Шульгін         | Анатолій Семенович               |
| Марія Барабанова       | жінка в магазині                 |
| Олексій Кузнєцов       | Олег Бєлкін                      |
| Анатолій Ведьонкін     | Валентин                         |
| Юрій Волков            | Слідчий                          |
| Євген Багдасаров       | Продавець динь                   |
| Вадим Вільський        | вантажник                        |
| Вадим Курков           | Саша                             |
| Людмила Купіна         | Марія Іванівна                   |
| Юра Звягінцев          | Син Павла Сергій                 |
| Олександра Данилова    | вдячна покупчиня                 |
| Даша Дербеньова        | Даша                             |
| Марія Суріна           | Ольга                            |

## Знімальна група
- Автор сценарію: Лазар Карелін
- Режисер-постановник: Вадим Дербеньов
- Оператор-постановник: Михайло Агранович
- Художник-постановник: Володимир Донсков
- Композитор: Володимир Чернишов